# Chailloué
Chailloué ist eine französische Gemeinde mit 892 Einwohnern (Stand 1. Januar 2022) im Département Orne in der Region Normandie. Sie gehört zum Kanton Sées und zum Arrondissement Alençon.
Sie entstand mit Wirkung vom 1. Januar 2016 als Commune nouvelle durch die Zusammenlegung der bisherigen Gemeinden Chailloué, Marmouillé und Neuville-près-Sées, die in der neuen Gemeinde den Status einer Commune déléguée haben. Der Verwaltungssitz befindet sich im Ort Chailloué.

## Gliederung
| Ortsteil                    | ehemaliger INSEE-Code | Fläche (km²) | Einwohnerzahl zum 1. Januar 2022 |
| --------------------------- | --------------------- | ------------ | -------------------------------- |
| Chailloué (Verwaltungssitz) | 61081                 | 11,61        | 614                              |
| Marmouillé                  | 61253                 | 09,53        | 123                              |
| Neuville-près-Sées          | 61306                 | 14,74        | 155                              |

## Lage
Chailloué liegt rund 20 Kilometer südöstlich des Stadtzentrum von Argentan. An der südlichen Gemeindegrenze verläuft die Autobahn A88, an der östlichen die Autobahn A28, an der nördlichen Gemeindegrenze der Fluss Don.